# Teofilo (imperatore)
Teofilo (in greco: Θεόφιλος; 813 – Costantinopoli, 29 gennaio 842) è stato un imperatore bizantino, fu Basileus dei Romei dal 2 ottobre 829 fino alla morte.
Era figlio dell'imperatore Michele II (820-829) e della sua prima consorte Tecla.

## Regno
Già precedentemente il padre Michele II lo aveva associato con sé sul trono nell'820.

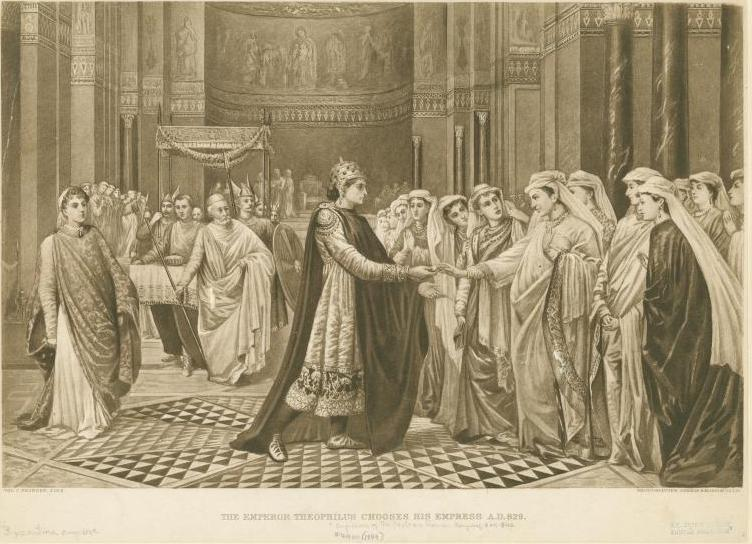
Teofilo sceglie Teodora come moglie al posto di Cassia, ca. 829.

Appena diventato imperatore, cercò di trovare moglie: le fonti dell'epoca riferiscono che le ragazze ritenute le più belle dell'Impero accorsero nella capitale per partecipare al "concorso" che avrebbe decretato chi avrebbe sposato l'Imperatore. Teofilo iniziò a passarle in rassegna, e rivolgendo la parola a una delle candidate, Cassia, le disse: «Tutto il male ci viene dalla donna». Quando lei replicò «Ma è anche dalla donna che ci viene tutto il bene possibile», Teofilo decise di non scegliere lei come sua sposa, ma piuttosto un'altra candidata di nome Teodora.
Teofilo è un imperatore assai controverso, alcuni storici lo considerano uno dei migliori e più capaci, altri lo descrivono come un tiranno abbastanza insignificante. Quello che pare assodato è che prese in mano le finanze dello stato cercando di combattere contro la corruzione imperante. Un aneddoto viene riportato in merito: all'arrivo di una nave carica di mercanzie in arrivo dalla Siria domandò a chi fossero dirette; alla risposta che erano per la moglie fece distruggere il cargo e consigliò alla consorte di rivolgersi al mercato interno per i suoi acquisti onde lo stato non dovesse rinunciare agli introiti delle tasse.
Le fonti riportano anche che cercasse di difendere i più deboli dai soprusi dei potenti, dando ascolto ai reclami che il popolo gli rivolgeva quando passeggiava per la strada e dando loro giustizia. Le fonti riportano curiosi aneddoti riguardanti il suo senso della giustizia: un giorno una signora si recò dall'Imperatore lamentandosi del fatto che un potente, il fratello dell'Imperatrice, aveva costruito una casa accanto alla sua talmente alta che toglieva luce alla sua abitazione; l'Imperatore, dando ragione alla donna, punì severamente il potente, confiscandogli l'edificio troppo alto e concedendolo alla donna.

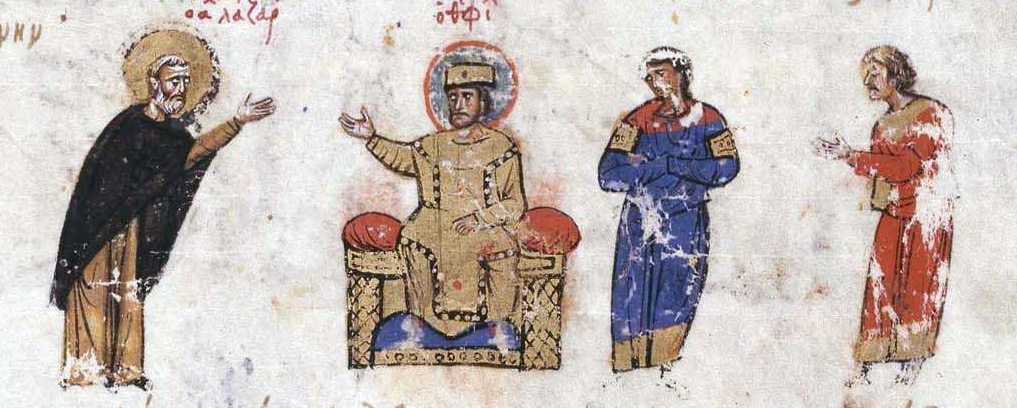
L'imperatore Teofilo litiga con il monaco Lazaro.

D'altro canto Teofilo combatté strenuamente a favore dell'iconoclastia, compiendo persecuzioni che non risparmiarono neanche la moglie e la matrigna (Eufrosina, figlia di Costantino VI e seconda moglie di Michele II il Balbo) e i cui racconti sono così macabri che molti ne mettono in dubbio la veridicità. L'iconoclastia di Teofilo peraltro non godeva nemmeno lontanamente dell'appoggio popolare su cui si era basata in parte quella del secolo precedente sotto la dinastia isaurica e pare che i suoi effetti siano rimasti essenzialmente circoscritti alla capitale dell'Impero e ai suoi più immediati dintorni. Significativo è anche il crollo immediato e senza importanti resistenze del movimento iconoclasta subito dopo la morte di Teofilo.

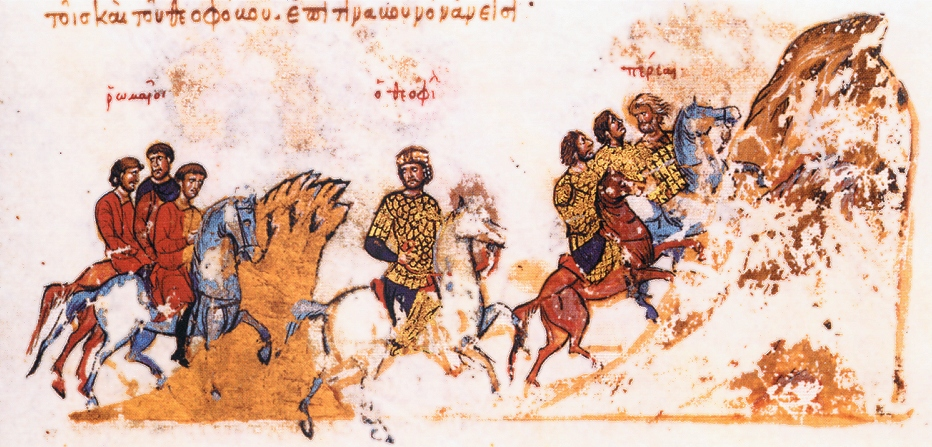
L'esercito condotto da Teofilo si ritira dopa la battaglia di Anzen.

Il più filoarabo degli imperatori bizantini (fu soprannominato Saracenophron dai contemporanei) fu impegnato contro il Califfato per gran parte della sua vita; dopo alterne vicende, lo sfortunato (Dystychés per i contemporanei) Teofilo subì a Dazimon un terribile rovescio che costò all'Impero la caduta della strategica roccaforte anatolica di Ancira. Però i Bizantini non furono sconfitti dagli Arabi, ma dagli arcieri turchi a cavallo, mentre gli Arabi stessi venivano respinti da un contingente di trentamila Persiani, perseguitati in patria per le loro idee religiose (movimento Khurramiyya), rifugiati nel territorio dell'Impero e convertiti al cristianesimo. Teofilo fuggì con i resti dell'esercito bizantino a Dorileo; nonostante l'eroica resistenza dei difensori, dopo 55 giorni di assedio e per tradimento cadde la città di Amorio (in Frigia), a cui seguì il massacro o la riduzione in schiavitù dei suoi abitanti. Di questi, 42 furono portati in Mesopotamia e trucidati dagli Arabi per il loro rifiuto di rinnegare il cristianesimo; sono i Quarantadue Martiri di Amorio, tuttora venerati dai Cristiani d'Oriente. 

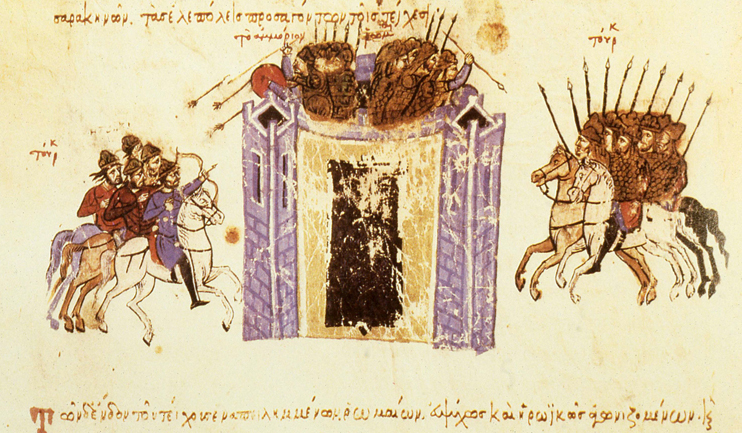
L'assedio di Amorio dagli Arabi nel 838.

La sconfitta dei Bizantini doveva le sue gravi conseguenze, oltre che alla superficialità di Teofilo nei preparativi militari, al tradimento di una parte dei Persiani, che avrebbero voluto detronizzare l'imperatore sostituendolo col loro comandante, Teofobo, che era anche diventato cognato di Teofilo avendone sposato la sorella Irene. Nonostante il leale Teofobo avesse rifiutato il pericoloso onore, il diffidente e ingrato imperatore lo fece segretamente decapitare.
Durante il regno di Teofilo, continuò anche l'avanzata degli Arabi in Sicilia, dove erano sbarcati nell'827 (quando era ancora imperatore il padre Michele II) e venne occupata Palermo (831), che divenne la capitale islamica della porzione occidentale dell'isola (la cui conquista sarebbe stata completata solo nel 902).

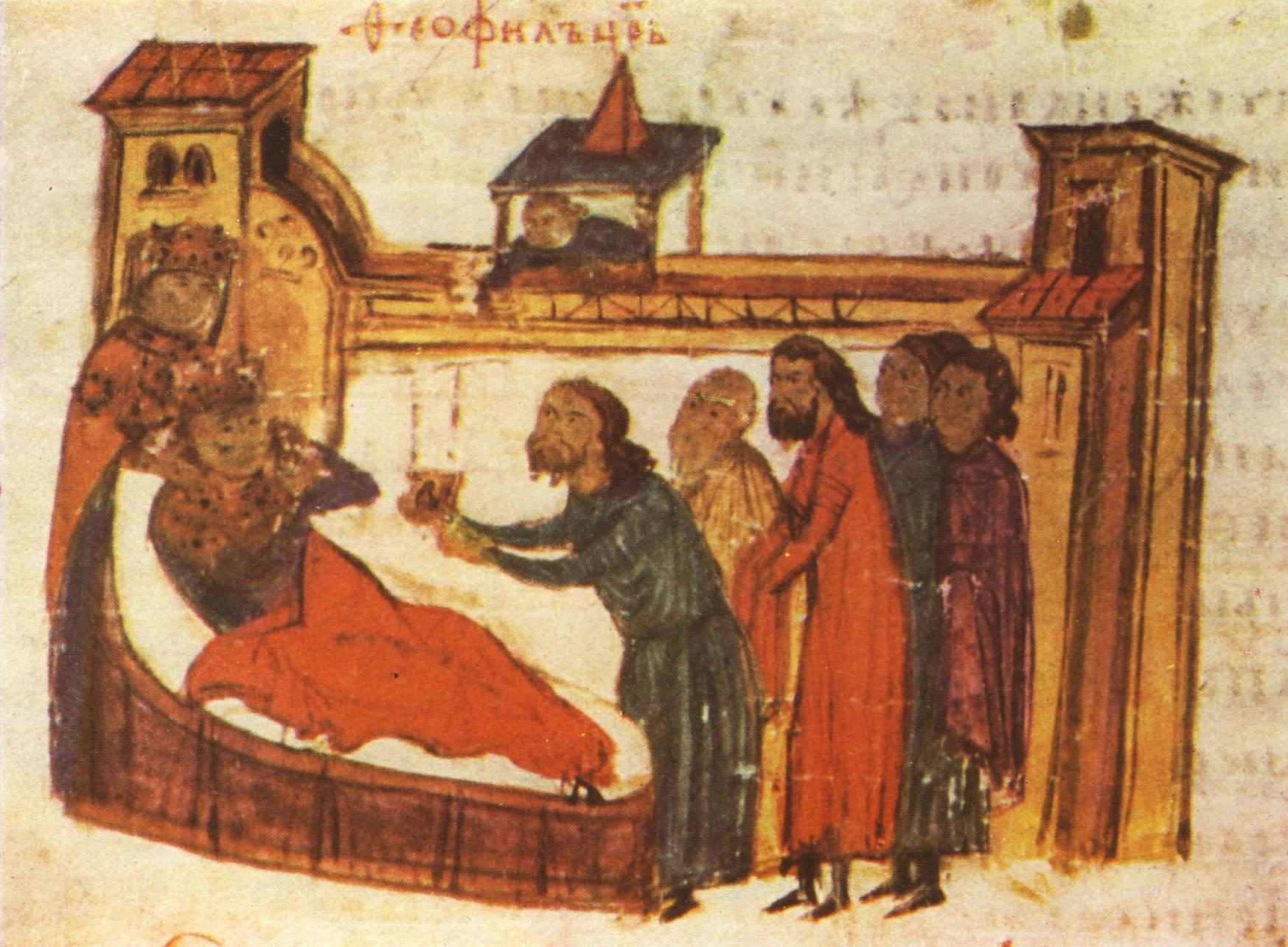
La morte di Teofilo.

Sotto il punto di vista economico il suo regno può essere visto come un periodo di prosperità, anche per la decisione del sovrano di investire in parecchie opere pubbliche importanti, come la costruzione di un ospedale, che sopravviverà fino alla caduta dell'impero e al rinforzamento delle mura di Costantinopoli.
Amante anche delle arti e della musica favorì inoltre la costruzione di una università.
Psicologicamente provato dalla caduta della sua città natale e fisicamente debilitato, Teofilo morì il 20 gennaio 842 e gli successe il figlio Michele III, sotto la tutela di sua madre, l'imperatrice vedova Teodora.

## Matrimonio e discendenza
Dal suo matrimonio con Teodora Armena Teofilo ebbe due figli e cinque figlie: 
- Costantino (831 - 835), coimperatore dall'833 all'835 circa;
- Tecla (n. 831 - m. dopo l'870), venne nominata dalla madre co-imperatrice e Augusta;
- Anna (n. circa 832), esiliata nel monastero di Gastria nell'856 e mai richiamata;
- Anastasia (n. circa 833), che seguì la sorte della sorella Anna;
- Pulcheria (n. circa 836), che seguì la sorte delle sorelle Anna ed Anastasia;
- Maria (n. circa 838), fidanzata con il Cesare Alessio Mosele, comandante della flotta bizantina in Sicilia e più tardi accusato di cospirazione per salire al trono; Maria venne costretta a ritirarsi nel monastero di Gastria e non era più viva quando anche le sorelle vi furono esiliate.
- Michele III (840 - 867), imperatore.

## Galleria d'immagini

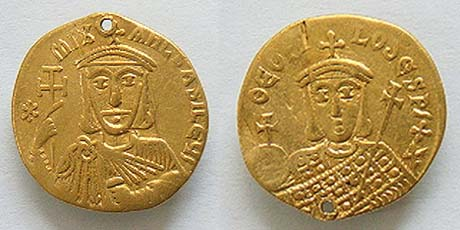
Un solido di Teofilo II rappresentato insieme al padre, Michele II l'Amoriano, fondatore della dinastia amoriana.
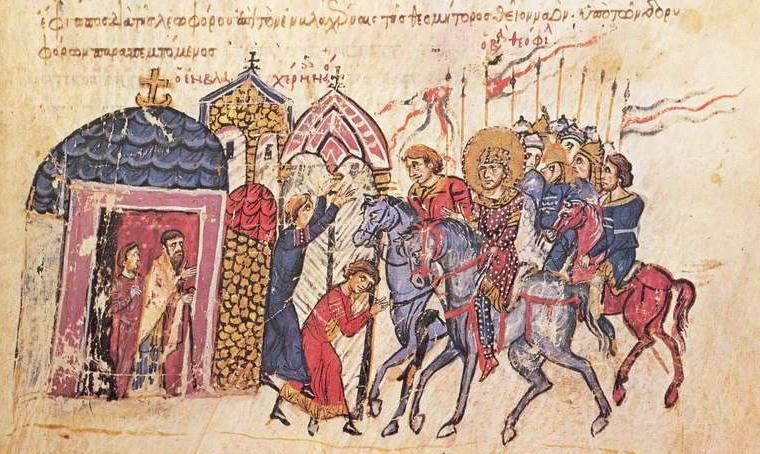
L'imperatore Teofilo visita Santa Maria delle Blacherne.
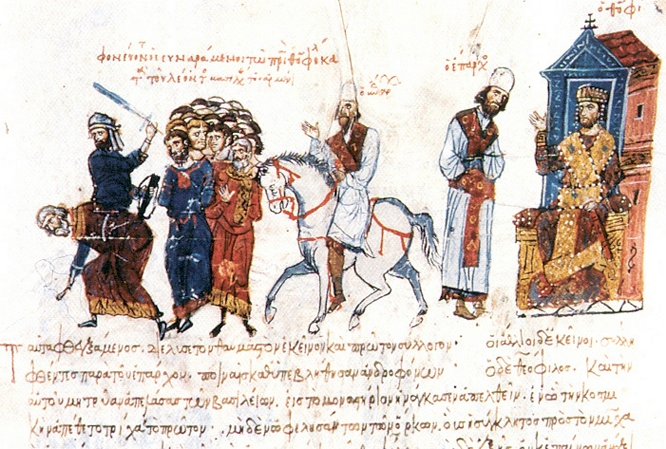
Esecuzioni dei complici di suo padre, ordinate da Teofilo.
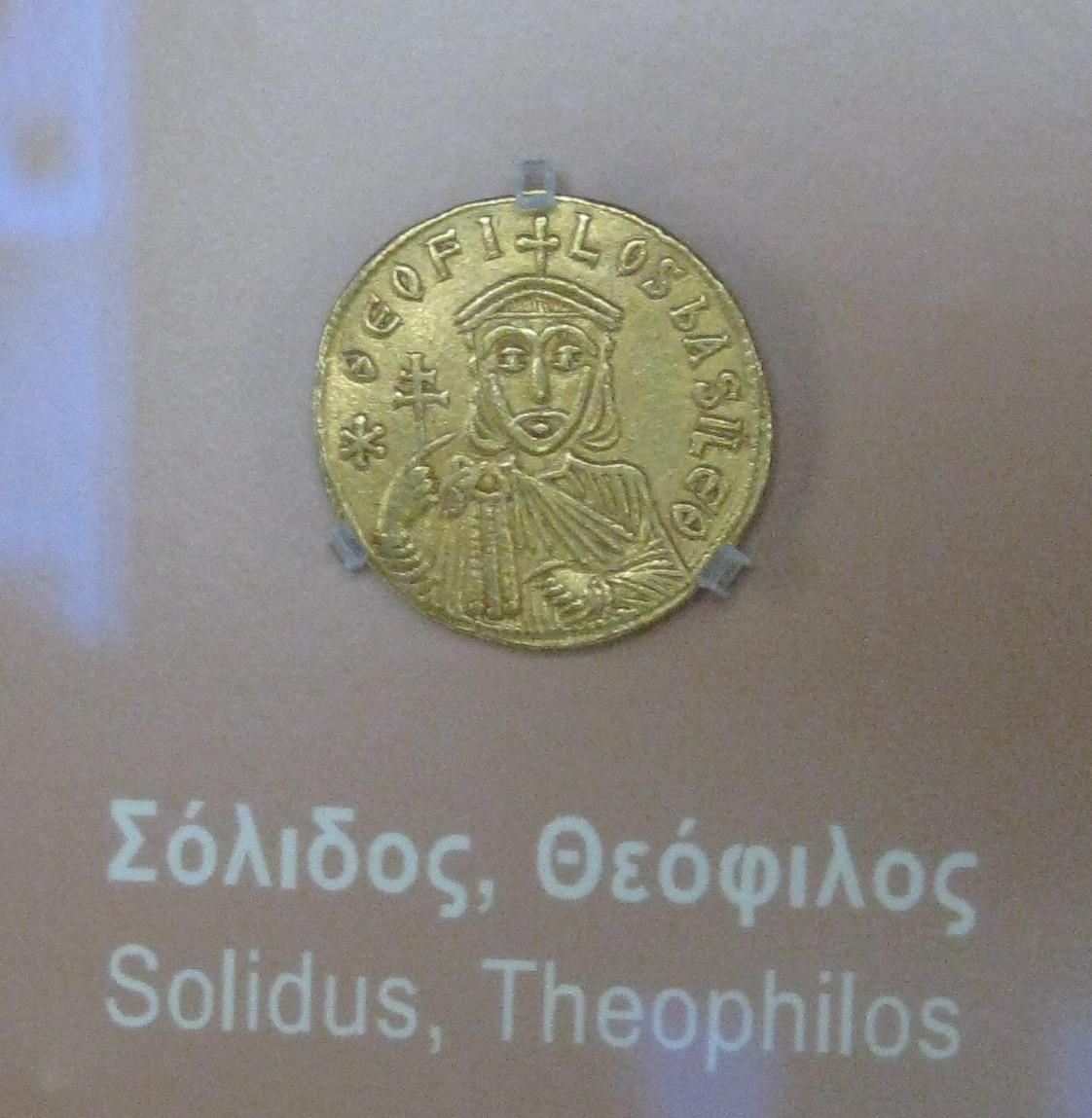
Solido di Teofilo.
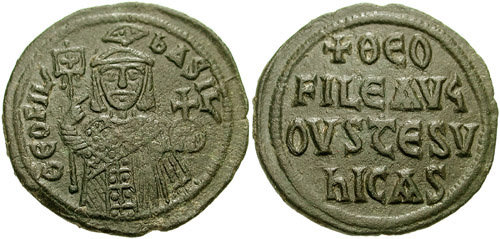
Follis di Teofilo.